# Zophiuma butawengi
Zophiuma butawengi är en insektsart som först beskrevs av Heller 1966.  Zophiuma butawengi ingår i släktet Zophiuma och familjen Lophopidae. Inga underarter finns listade i Catalogue of Life.